# Bataille de l'Olivento
Guerres byzantino-normandes
Batailles
- Cannes (1018)
- Olivento (1041)
- Montemaggiore (1041)
- Montepeloso (1041)
- Bari (1068-1071)
- Dyrrachium (1081)
- Larissa (1083)
- Dyrrachium (1107-1108)
- Brindisi (1156)
- Thessalonique (1185)
- Démétritzès (1185)

La bataille de l'Olivento se déroule le 17 mars 1041 près de l'Olivento (it), une rivière du sud de l'Italie. Elle oppose les troupes de l'Empire byzantin, menées par le catépan Michel Dokeianos, aux Lombards et à leurs alliés normands conduits par Guillaume Bras-de-Fer. Ces derniers emportent la victoire, l'une des premières pour les Normands dans le cadre de leur conquête de l'Italie du Sud.